# Всеобщие выборы в Гондурасе (2013)
Всеобщие выборы в Гондурасе прошли 24 ноября 2013 года. Они включали президентские, парламентские и местные выборы.

Представитель Национальной партии Хуан Орландо Эрнандес получил 36 % голосов и был избран президентом страны.
В процессе голосования были избраны:
- Президент, избираемый на 4-летний срок.
- 128 депутатов Национального конгресса, избираемых на 4-летний срок.
- 298 мэров и вице-мэров, а также их советников.
- 20 представителей в Центральноамериканский парламент.

## Ход кампании
Впервые в истории страны выборы были многопартийными (до сих пор в стране действовала двухпартийная система и в выборах участвовали 2 партии – Национальная и Либеральная).

Выборы проходили в непростых условиях убийств политиков и правозащитников, что отмечали международные правозащитные организации. Так Amnesty International обратила внимание на то, что в Гондурасе самый высокий уровень убийств в мире, но только 20 % из них расследуются. С мая 2012 года по октябрь 2013 было зафиксировано 36 убийств и 24 вооруженных нападений на кандидатов, членов их семей и политиков во всех партиях.

Кроме того, исторически выборы в стране были связаны с фальсификациями и подтасовками, поэтому большинство населения не верило в их честность.
В центре выборов находились вопросы безопасности граждан, организованной преступности, коррупции и безработицы.

## Президентские выборы
Всего было зарегистрировано 8 кандидатов в президенты.
| Кандидат                                 | Партия                                    | Голоса    | %     |
| ---------------------------------------- | ----------------------------------------- | --------- | ----- |
| Хуан Эрнандес                            | Национальная партия                       | 1 007 002 | 36,56 |
| Сиомара Кастро                           | Партия свободы и перестройки              | 794 522   | 28,85 |
| Маурисио Вильеда                         | Либеральная партия                        | 558 257   | 20,27 |
| Сальвадор Насралла                       | Антикоррупционная партия                  | 377 075   | 13,69 |
| Ромео Васкес Веласкес                    | Гондурасский патриотический альянс        | 5519      | 0,20  |
| Орле Солис                               | Христианско-демократическая партия        | 4743      | 0,17  |
| Хорхе Агилар Паредес                     | Партия обновления и единства              | 4167      | 0,15  |
| Андрес Павон                             | FAPER/Партия демократического объединения | 2915      | 0,11  |
| Недействительные/пустые бюллетени        | Недействительные/пустые бюллетени         | 135 015   | 4,67  |
| Всего                                    | Всего                                     | 2 889 215 | 100   |
| Зарегистрированных голосов/Явка          | Зарегистрированных голосов/Явка           | 5 355 112 | 61    |
| Источник: TSE (подчитаны 88% бюллетеней) |                                           |           |       |

## Парламентские выборы
| Партия                                    | Число голосов | %     | Число мест в Национальном Конгрессе | +/–   |
| ----------------------------------------- | ------------- | ----- | ----------------------------------- | ----- |
| Национальная партия                       | 9 255 904     | 33,64 | 48                                  | –23   |
| Партия свободы и перестройки              | 7 568 392     | 27,51 | 37                                  | Новая |
| Либеральная партия                        | 4 670 157     | 16,97 | 27                                  | –18   |
| Антикоррупционная партия                  | 4 169 245     | 15,15 | 13                                  | Новая |
| Партия обновления и единства              | 507 958       | 1,85  | 1                                   | –2    |
| Партия демократического объединения (ПДО) | 460 814       | 1,67  | 1                                   | –3    |
| Христианско-демократическая партия        | 444 734       | 1,62  | 1                                   | –4    |
| Гондурасский патриотический альянс        | 272 398       | 0,99  | 0                                   | Новая |
| FAPER-ПДО                                 | 128 488       | 0,47  | 0                                   | Новая |
| Независимые кандидаты-социалисты          | 20 429        | 0,07  | 0                                   | –     |
| FAPER                                     | 9011          | 0,03  | 0                                   | Новая |
| Объединение Чолутеки                      | 8542          | 0,03  | 0                                   | –     |
| Итого                                     | 27 516 072    | 100   | 128                                 | 0     |
| Source: TSE                               |               |       |                                     |       |

## Последствия
Хуан Эрнандес был объявлен победителем, что глава Высшего избирательного трибунала Давид Матаморос назвал «необратимым» после того, как оба лидирующих кандидата заявили о своей победе. Хотя протесты оппозиции ещё продолжались Эрнандес сказал, что „результат президентских выборов не будет ни с кем обсуждаться“ и назвал переходную команду.
С. Кастро и С. Насралла оспаривали результаты. Кастро призвала своих сторонников к демонстрациям протеста 30 ноября. Президент Венесуэлы Николас Мадуро обвинил США „во вмешательстве во внутренние дела Гондураса“."
Однако наблюдатели от Организации американских государств и ООН в конце концов заявили, что выборы соответствовали международным стандартам и являлись свободными и справедливыми.